# Pniewite
Pniewite est un village polonais de la gmina rurale de Lisewo située dans le powiat de Chełmno en Couïavie-Poméranie,.

## Géographie

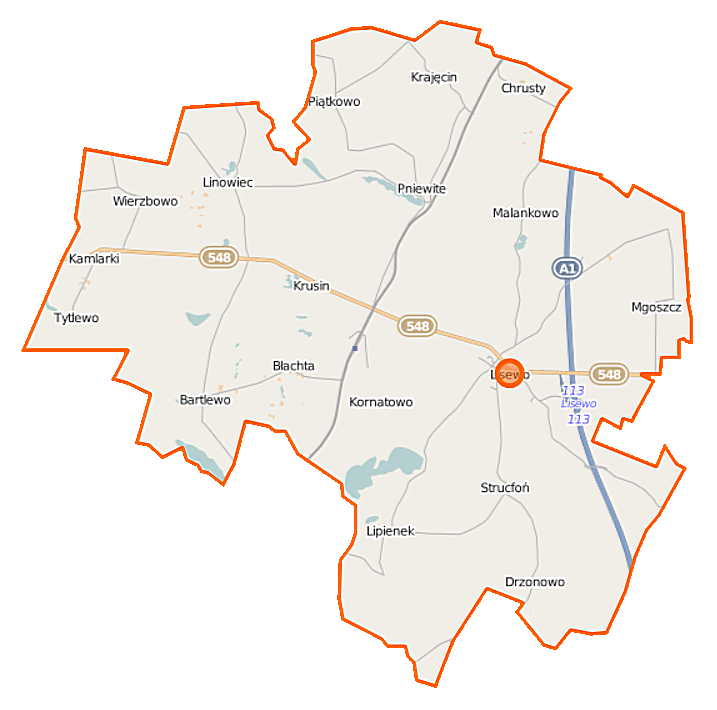
Carte de la gmina de Lisewo.